# زیردریایی یو-۶۵۲
زیردریایی یو-۶۵۲ (به انگلیسی: German submarine U-652) یک زیردریایی بود که طول آن ۶۷٫۱ متر (۲۲۰ فوت ۲ اینچ) بود. این زیردریایی در سال ۱۹۴۱ ساخته شد.در سال ۱۹۵۶ تولید ان متوقف شد. 